# Die heilige Ente
Die heilige Ente: ein Spiel mit Göttern und Menschen (Den heliga ankan: en pjäs med gudar och människor) är en opera med förspel och tre akter med musik av Hans Gál och libretto av Karl Michael Leventzow och Leo Feld. Operan komponerades 1920-21 och hade premiär i Düsseldorf den 29 april 1923 under musikalisk ledning av Georg Szell.

## Uppförandehistorik
Operan var en stor framgång och togs omedelbart upp av andra tyska operahus under 1920- och det tidiga 1930-talet, till exempel i Breslau, Weimar, Aachen, Chemnitz, Kassel, Königsberg, Prag och Berlin. Uppsättningarna i Berlin och Breslau regisserades av Heinz Tietjen. Kritikern Hanns Gutmann skrev entusiastisk om Berlinuppsättningen: "Operans partitur visar hur orkestern har utvecklats under 1800-talet och handhas med samma virtuositet som hos Mahler och Strauss". 1929 blev Die heilige Ente den första samtida operan att sändas i Österreichischer Rundfunk (Wiens radio). Men efter 1933 bannlyste Nazistpartiet i Tyskland ytterligare föreställningar då Gál var av judisk härkomst.
En nerkortad barnversion av operan med kammarorkester sattes upp på Kölns operahus 2007. En nypremiär av operan i sin helhet sattes upp i Berlin Sophiensaelen 2012, och senare på Theater & Orchester Heidelberg 2020.

## Personer
| Roller                                                  | Röstläge    | Premiärbesättning 29 april 1923 (Dirigent: Georg Szell) |
| ------------------------------------------------------- | ----------- | ------------------------------------------------------- |
| En mandarin                                             | baryton     |                                                         |
| Li, hans hustru                                         | sopran      | Elsa Oehme-Förster                                      |
| Yang, en kuli                                           | tenor       | Josef Witt                                              |
| Den vandrande trubaduren                                | buffo bas   |                                                         |
| Buddhistmunken                                          | bass        |                                                         |
| Betjänten                                               | buffo tenor |                                                         |
| En nunna                                                | kontraalt   |                                                         |
| Vattenbehållarens gud                                   | tenor       |                                                         |
| Dörrarnas gus                                           | baryton     |                                                         |
| Guden ovanför tronen                                    | bas         |                                                         |
| Kär: munkar, nunnor, bärare, kulis, palatstjänare, etc. |             |                                                         |

## Handling
Den satiriska handlingen visar hur uttråkade kinesiska gudar roar sig genom att utbyta identiteter. Den namngivna ankan för allt till ett lyckligt slut
Ankuppfödaren Yang tar med sig en anka till palatset där han faller för Lis charm, hustrun till en mandarin. Under tiden stjäls ankan och mandarinen dömer Yang till döden. Men gudarna byter hjärnor; Yang (nu mandarin) upphäver domen som nu ligger på mandarinen (i Yangs kropp), och tar tillfället i akt att banna gudarna. I sin harm byter gudarna tillbaka hjärnorna. Ankan dyker upp och mandarinen ser det som ett mirakel och erbjuder sig att adla Yang. Men Yang har fått nog av förvandlingar och föredrar att söka lyckan i vida världen.

## Orkestrering
Operan är skriven för stor orkester med tredubbla träblåsare och bleckblåsare, en räcka slagverk, och en orkester på scen bestående av trumpeter, tromboner, timpani, gong och klockor.